# The Osterman Weekend
The Osterman Weekend (O Casal Osterman, no Brasil) é um filme norte-americano de 1983 dirigido por Sam Peckinpah.
O roteiro é baseado em romance de Robert Ludlum, e a trilha sonora foi composta por Lalo Schifrin.

## Sinopse
Diretor da CIA tenta avisar um jornalista de que está sendo provavelmente espionado por soviéticos. 

## Elenco principal
- Rutger Hauer … John Tanner
- John Hurt … Lawrence Fassett
- Craig T. Nelson … Bernard Osterman
- Dennis Hopper … Richard Tremayne
- Chris Sarandon … Joseph Cardone
- Meg Foster … Ali Tanner
- Helen Shaver … Virginia Tremayne
- Cassie Yates … Betty Cardone
- Sandy McPeak … Stennings
- Christopher Starr … Steve Tanner
- Burt Lancaster … Maxwell Danforth
- Cheryl Carter … Marcia Heller
- John Bryson … noivo
- Anne Haney … noiva
- Kristen Peckinpah … secretária de Tremayne
- Marshall Ho'o … professor de luta
- Jan Triska … Mikalovich
- Hansford Rowe … gal. Keever
- Merete Van Kamp … Zuna Brickman
- Bruce A. Block … gerente
- Buddy Joe Hooker … seqüestrador
- Tim Thomerson … policial de moto